# Nicole Becker
Nicole « Nicki » Becker, née à Buenos Aires en Argentine le 4 janvier 2001, est une militante argentine pour le climat et l'une des fondatrices de Jóvenes por el Clima, qui fait partie du mouvement Fridays for Future. Nicole Becker est représentante de la jeunesse argentine à la Conférence de Madrid de 2019 sur les changements climatiques puis pour l'Accord d'Escazú en 2021 et l'assainissement et l'eau pour tous la même année. Elle contribue à la déclaration d'état d'urgence climatique en Argentine.

## Biographie

### Jeunesse et formation
Nicole Becker, née à Buenos Aires vers 2001, est la fille d'un avocat pénaliste et d'une professeur de mathématiques ; elle vit à Caballito. Réalisant les répercussions sociales et environnementales du changement climatique, Nicole Becker change de cursus universitaire, passant dès sa première année de la psychologie au droit international. Elle étudie le droit à l'université de Buenos Aires.

### Carrière professionnelle
Nicole Becker devient animatrice de l'émission de radio FutuRöck intitulée Permitido pisar el pasto avec Bruno Rodriguez. Elle est également chroniqueuse pour le quotidien El Diario.

### Actions militantes
Nicole Becker s'engage dès huit ans et rejoint le mouvement Habonim Dror ; elle fait également partie de Ni una menos. Son activité de militante environnementale commence en février 2019 lorsqu'elle voit une vidéo Instagram de jeunes participant à une marche pour le climat en Europe, avec Greta Thunberg au coeur du mouvement. Comme la première Marche Internationale pour la Crise Climatique a lieu le 15 mars 2019, Nicole Becker, Bruno Rodriguez et trois autres amis décident de fonder Jóvenes por el Clima, branche de la Grève étudiante pour le climat, avant la fin de février 2019. Ils décident d'organiser la marche en Argentine, à laquelle participent 5 000 personnes après la fondation de l'organisation. Nicole Becker et son organisation font pression sur l'Argentine pour qu'elle fasse une déclaration d'état d'urgence climatique et écologique,. Le gouvernement fait finalement une déclaration le 17 juillet 2019.  
Dans le cadre de la campagne UnaSolaGeneración à l'occasion de la Journée de l'enfance menée par l'Unicef et America Solidaria pour promouvoir les problèmes du changement climatique auprès des jeunes d'Amérique latine et des Caraïbes pendant la pandémie de Covid-19, Nicole Becker en est l'un des représentants. En 2019, Nicole Becker participe à la Conférence des Nations Unies sur les changements climatiques de 2019 grâce à une bourse comme représentante de la jeunesse pour l'Argentine. Elle participe ensuite à la Conférence des Nations Unies sur les changements climatiques de 2021 et rencontre le Secrétaire général de l'ONU, Antonio Guterres.

## Honneurs et distinctions
La Chambre des députés de l'Argentine lui remet le 10 mars 2020 un diplôme et une médaille pour récompenser sa contribution à l'action sociale.
L'Initiative pour l'accès (TAI), la Commission économique des Nations Unies pour l'Amérique latine et les Caraïbes (CEPALC) et le gouvernement du Costa Rica nomment Nicole Becker comme l'un des cinq jeunes représentants, en remplacement de David R. Boyd, à l'occasion du deuxième anniversaire de l'Accord d'Escazú, comme défenseurs de la jeunesse de l'Unicef en 2020.
En 2021, elle est choisie comme « Jeune Championne du programme » par la Sanitation and Water for All (SWA).